# 学校法人文教大学学園
学校法人文教大学学園（ぶんきょうだいがくがくえん）とは、文教大学などの学校を設置する学校法人である。大学のほかに種類の違う学校を5校を設置し、法人事務局を東京都品川区旗の台においている。
元々は、馬田行啓と小野光洋が女子教育の推進をめざして1927年（昭和2年）に始めたものである。翌年の1928年（昭和3年）に行政機関の許可・認可があり、財団法人立正学園（ざいだんほうじんりっしょうがくえん）として法人化した。
第二次世界大戦後には、学制改革によって、1951年（昭和26年）に学校法人へ改組した。1976年（昭和51年）に設置校である立正女子大学が文教大学へ、同大学短期大学部が文教大学女子短期大学部へと名称を改められたことにともない、1983年（昭和58年）には、「学校法人立正学園」を「学校法人文教大学学園」へと名称を変更した。 
日蓮宗・法華経に基づく立正精神が元々の建学の精神であるが、現在では「立正精神」を「人間愛」という言葉にもおきかえている。また、過去は女子教育を主としていたが、現在は短期大学を除いてすべての設置校が男女共学である。

## 所在地・構成

### キャンパス・設置校
4つのキャンパスを有する学園であり、総在学生は約1万人である。校地は、やや分散気味の傾向にある。
- 越谷校舎（埼玉県越谷市荻島）
  - 文教大学越谷校舎

- 湘南校舎（神奈川県茅ヶ崎市行谷）
  - 文教大学湘南校舎

- 旗の台校舎（東京都品川区旗の台）
  - 文教大学学園法人事務局
  - 文教大学付属中学校・高等学校
  - 文教大学付属幼稚園

- 石川台校舎（東京都大田区東雪谷）
  - 文教大学付属小学校

### 設置施設
文教大学学園が設置する諸学校に共通の学寮を1つ、八ヶ岳周辺においている。
- 文教大学学園八ヶ岳寮 （山梨県北杜市高根町清里）

## 歴史

### 沿革
1927年（昭和2年）に馬田行啓と小野光洋によって女子教育を目的にはじめられ、東京府荏原郡大崎町桐ケ谷（現・東京都品川区東大崎）に幼稚園と裁縫女学校を設置した。翌年の1928年（昭和3年）には、実業学校令に基づいて女子職業学校の設置が認可されたことにともない、「財団法人立正学園」として法人化した。その後は、現在の旗の台校舎（東京府荏原郡平塚村、現・東京都品川区旗の台）へと校地を移転し、女子職業学校は、女学校に改組された。1932年（昭和7年）には、高等女学校を設置し、現在の文教大学附属中学校・文教大学附属高等学校の前身になった。1942年（昭和17年）に立正女子高等学院を設置し、1945年（昭和20年）には、立正学園家政理学専門学校を設置したが、全校舎は、戦災による焼失に至った。
教育基本法や学校教育法などの制定・施行に伴う学制改革により、それまでの学校を改組し、1947年（昭和22年） に2つの中学校（旗の台・石川台）を、1948年（昭和23年）に2つの高等学校（旗の台・石川台）を設置した。1951年（昭和26年）に財団法人立正学園を学校法人立正学園に改組し、2つの小学校（旗の台・玉川）を設置した。こうして、初等中等教育については、2系統の学校を有していたが、現在では1系統に統合されている。そして、1953年（昭和28年）には、女子短期大学が開学し、翌年の1954年（昭和29年）には、幼稚園教員養成所を短期大学に附設した。
1966年（昭和41年）には、4年制女子大学を埼玉県越谷市荻島に開学し、翌年の1967年（昭和42年）に小尾乕雄が学園長（理事長・学長）に就任した。元々は、小規模大学などを設置する法人に過ぎなかった文教大学学園だったが、小尾乕雄学園長の時代（1967年-1993年）には、総合大学を有する都道府県をまたがる多キャンパス学園に大きく前進したといわれる。1977年（昭和52年）、女子大学だった大学は男女共学となり、その前年の1976年（昭和51年）には名称が「立正女子大学」から「文教大学」へと改められた。また、大学の名称が改められたことにともない、1983年（昭和58年）に「学校法人立正学園」は、「学校法人文教大学学園」へと改称した。大学の名称が文教大学になったころから、建学の精神である「立正精神」は、「人間愛」という言葉にもおきかえられるようになった。
1985年（昭和60年）には、文教大学経営情報専門学校が旗の台校舎に新設され、それまで旗の台校舎にあった文教大学女子短期大学部は、越谷校舎の文教大学情報学部とともに、神奈川県茅ヶ崎市行谷に作られた湘南校舎に移転した。（ただし、文教大学経営情報専門学校は、少子化の影響を受け、13年後の1998年（平成10年）に閉校となった。）また、近年の高学歴社会の到来から、1993年（平成5年）には、文教大学に大学院が設けられ、人間科学研究科臨床心理学専攻（修士課程）を設置した。さらに2000年（平成12年）には同専攻に博士課程（博士後期課程）が設置された。また、2003年（平成15年）には、短期大学をそれまでの4学科から、1学科へと大きく縮小し、今後は4年制大学を拡充することとなった。
2003年（平成15年）小尾乕雄名誉学園長が没した。現在、文教大学学園は、6校の設置学校を有する幼稚園から大学院までをそろえる総合学園であり、専任教員約300人、教員以外の専任職員約200人、在学生定員数約1万人を擁している。

### 年表
- 1927年（昭和2年） 馬田行啓と小野光洋によって、荏原郡大崎町桐ケ谷（現品川区東大崎）に立正幼稚園、立正裁縫女学校を設置。
- 1928年（昭和3年） 財団法人立正学園を設立し、立正女子職業学校を設置。
- 1929年（昭和4年） 荏原郡平塚村（現在の品川区旗の台）に移転し、立正女子職業学校を立正学園女学校に改組。
- 1932年（昭和7年） 立正学園高等女学校、立正学園高等師範科を設置。
- 1942年（昭和17年） 立正女子高等学院を設置。
- 1945年（昭和20年） 立正学園家政理学専門学校を設置。戦災により全校舎が焼失。
- 1947年（昭和22年） 立正学園中学校と立正学園石川台中学校を設置。（学制改革）
- 1948年（昭和23年） 立正学園女子高等学校と立正学園石川台高等学校を設置。（学制改革）
- 1949年（昭和24年） 幼稚園の募集を再度開始。
- 1951年（昭和26年） 財団法人立正学園を学校法人立正学園に改組し、立正学園小学校と立正学園玉川小学校を設置。
- 1953年（昭和28年） 立正学園女子短期大学を設置し、立正学園小学校を石川台（大田区東雪谷）に移転。
- 1954年（昭和29年） 立正学園女子短期大学に幼稚園教員養成所を附設。
- 1966年（昭和41年） 埼玉県越谷市に立正女子大学を設置。
- 1967年（昭和42年） 小尾乕雄が学園長（理事長・学長）に就任。
- 1976年（昭和51年） 立正女子大学を文教大学に改称し、これに伴う下級学校の名称変更がこの前後に行われる。
- 1977年（昭和52年） 文教大学を男女共学にする。
- 1983年（昭和58年） 学校法人立正学園を学校法人文教大学学園に改称。
- 1985年（昭和60年） 文教大学経営情報専門学校を旗の台に開設。神奈川県茅ヶ崎市に文教大学情報学部と文教大学女子短期大学部が移転。
- 1993年（平成5年） 文教大学に大学院を設け、修士課程を設置。文教大学経営情報専門学校を廃止。小尾乕雄が学園長から退任し、小尾圭之介が理事長に就任（2001年〔平成13年〕まで）。
- 1998年（平成10年） 文教大学付属中学校・文教大学付属高等学校を共学とする。
- 2000年（平成12年） 文教大学大学院に博士課程（博士後期課程）を設置。
- 2003年（平成15年） 小尾乕雄名誉学園長没。

## 参考資料
- 文教大学学園創立七十周年史編集委員会編、 『文教大学学園70年の歩み : 1927～1997』、 文教大学学園、 1997年10月
- 文教大学学園創立六十年史編集委員会編、 『文教大学学園創立六十年史』、 文教大学学園、 1988年10月
- 立正学園創立五十年史編集委員会編、 『立正学園創立五十年史』、 立正学園、 1977年
- 立正学園三十五年史編集委員会編、 『立正学園創立三十五年史』、 立正学園、 1961年10月
- 立正学園30年史編集委員会編集、 『立正学園三十年史』、 立正学園、 1957年10月